# Museo y Archivos Nacionales de Stonewall
Stonewall National Museum and Archives (SNMA) es una organización 501(c)(3) sin fines de lucro, exenta de impuestos, que promueve la comprensión a través de la preservación y la difusión de la cultura de las personas lesbianas, gays, bisexuales y transgénero y su papel en la sociedad. SNMA se dedica exclusivamente a la historia, los derechos, el arte y la cultura LGBT. El museo cuenta con tres espacios con exhibiciones mensuales y bimensuales temporales, e incluye una línea de tiempo permanente de la historia LGBT estadounidense. El SNMA está ubicado en el número 1300 de East Sunrise Boulevard, Fort Lauderdale. 

## Historia
La Biblioteca y Archivos de Stonewall fue fundada en 1973 por Mark N. Silber. La colección estuvo alojada en la casa de sus padres durante 10 años. Fue trasladado a un salón de clases en la Sunshine Cathedral, Metropolitan Community Church en Fort Lauderdale, Florida, alrededor de 1983. La biblioteca se fusionó con los archivos Southern Gay de Boca Raton y formaron la Stonewall Library & Archives, Inc. En 2001, la biblioteca y el archivo se trasladaron al Centro Comunitario de Gays y Lesbianas del Sur de Florida en el 1717 de North Andrews Avenue.
El centro estaba programado para la demolición, por lo que se comenzó a buscar otras opciones. Las autoridades del condado de Broward ofrecieron un espacio en la sucursal de Fort Lauderdale de la Biblioteca del Condado de Broward, que ya incluye al inquilino ArtServe. La Comisión del Condado de Broward aprobó la medida en una votación de 9-0 el 10 de junio de 2007. La nueva ubicación se inauguró en febrero de 2009. 
En 2014, el Museo abrió una sucursal, la Galería Stonewall, en el 2157 de Wilton Drive, en la vecina Wilton Manors .

### Controversia
El 10 de julio de 2007, la comisión de la ciudad de Fort Lauderdale también votó a favor de permitir que la biblioteca ocupe un espacio en el edificio que es propiedad de la ciudad pero que está bajo arrendamiento a largo plazo para el condado. Antes de la votación, el alcalde Jim Naugle denunció a la biblioteca, alegando que contenía materiales pornográficos. El Director Ejecutivo Jack Rutland señaló que los tres títulos seleccionados por Naugle eran parte del archivo no circulante de la biblioteca de 7000 títulos, mantenidos solo con fines históricos y de investigación.  La disputa fue otra ronda en una tormentosa relación entre la comunidad gay de la ciudad y Naugle, quien ha hecho repetidas declaraciones que se perciben como anti-gay.

## Colección
Entre los 5000 artículos del fondo se encuentran la colección de literatura pulp, archivos de organizaciones LGBT locales, nacionales y regionales, archivos de personalidades locales y nacionales, la Colección Joel Starkey, seriales, obras pictóricas de erotismo gay, y películas, audios e historias orales LGBT.
La colección incluye el mazo que la presidenta de la Cámara de Representantes, Nancy Pelosi, usó para terminar con la política "Don't Ask, Don't Tell" en 2010. Según el Huffington Post, fue donado por el congresista demócrata Barney Frank, quien lo había recibido de Pelosi. El presidente del museo, Bryan Knicely, dijo que "si no trabajara aquí, pensaría que pertenecía al Smithsonian". El Museo y Archivos Nacionales de Stonewall está actualmente dirigido por  Chris Rudisill. 

## Programas
El Museo y Archivos Nacionales de Stonewall alberga varios programas abiertos a la comunidad que crean conciencia sobre los problemas LGBT o permiten un espacio para que los participantes LGBT y otras personas de la comunidad se sientan bienvenidos. El museo alberga noches de cine, un club de lectura, talleres GayWrites, proyecciones de películas, galerías de arte, eventos sociales y otros eventos, como  eventos de gala, caminatas, charlas con escritores, exhibiciones de galerías, programas de voluntariado y participación en eventos LGBT en la comunidad.

### Proyecto Nacional Stonewall de Educación
La red nacional del Proyecto Nacional Stonewall de Educación está compuesta por delegados que representan a más de 4.5 millones de jóvenes en edad escolar y 200,000 educadores. La red se reúne todos los años en su simposio anual. Los temas del incluyen: leyes, mejores prácticas y recursos a nivel estatal y federal, políticas y financiación, adaptaciones para estudiantes transgénero y no conformes con el género, acoso escolar, autoestima, poder y privilegios, justicia social y currículum, sexo, sexualidad, VIH y sistemas de apoyo YMSM, y la creación de una comunidad para hombres negros adolescentes de minorías sexuales

### Galería Stonewall
El Museo Nacional de Stonewall realiza exhibiciones rotativas de la Galería Wilton Manors, exhibiciones permanentes con artículos de los Archivos de Stonewall y una línea de tiempo de la historia LGBT estadounidense. La Galería Stonewall atrae a turistas y residentes con un programa continuo de exhibiciones animadas y significativas, paneles de discusión, películas y presentaciones de autores durante todo el año

### Currículum LGBTQ
Stonewall Archives, de 43 años, es un recurso que se utiliza para integrar información históricamente relevante y precisa sobre la historia y cultura LGBTQ en el plan de estudios, con la intención de brindar a los maestros la oportunidad de enseñar y discutir la historia LGBTQ